# Bundesautobahn 12
Bundesautobahn 12 eller A12 () er en motorvej der går fra  ved Berlin, via Frankfurt (Oder) til Polen ved A2
- 1 Spreeau
- 2 Friedersdorf
- 3 Storkow
- 4 Fürstenwalde-West
- 5 Fürstenwalde-Ost
- Deehmeseebrücke
- 6 Briesen (Mark)
- 7 Müllrose
- (Shell)
- 8 Frankfurt (Oder)-West
- 9 Frankfurt (Oder)-Mitte
- Grenzübergang Frankfurt (Polen)